# Kriter V

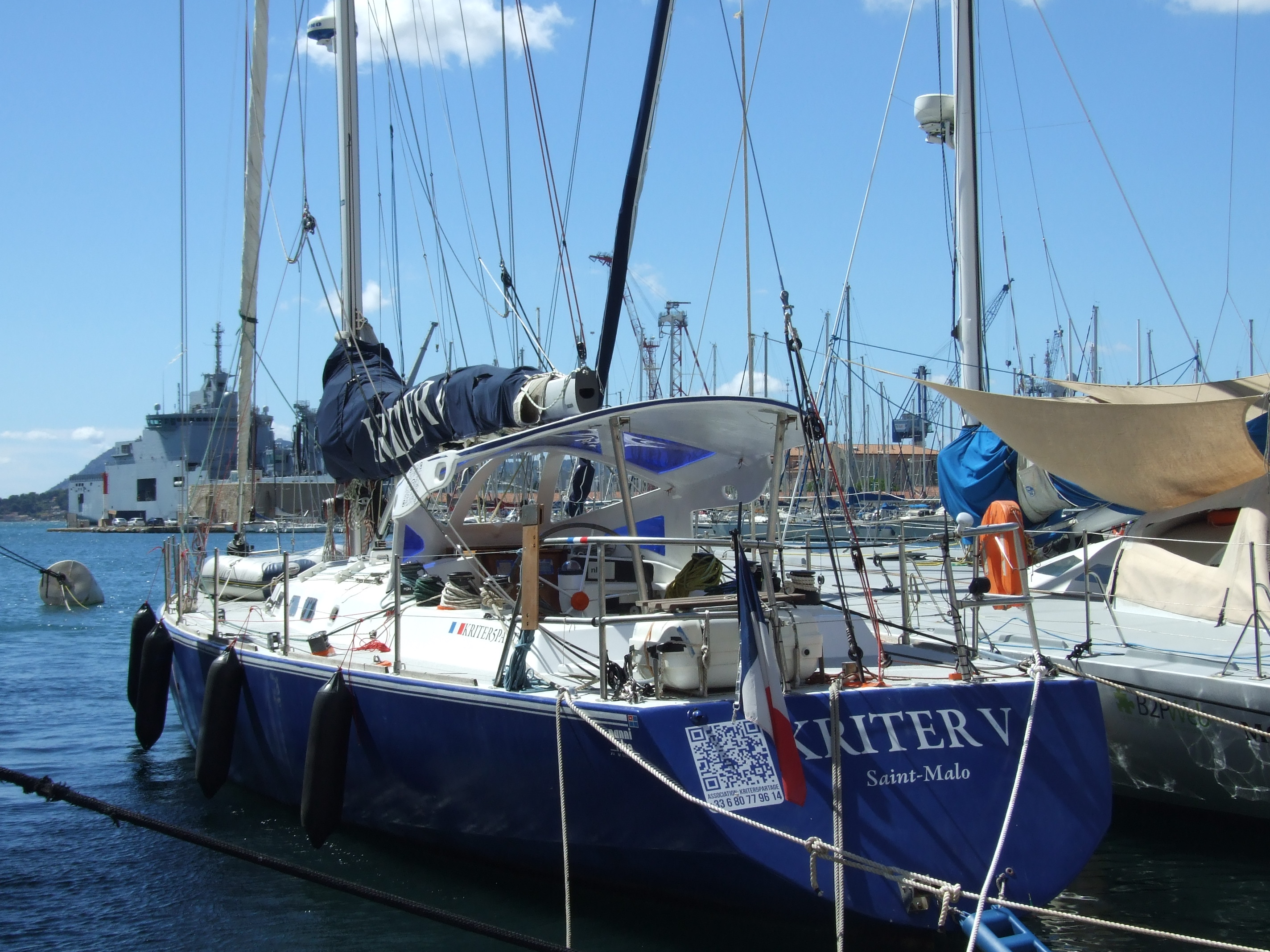
Kriter V, à Toulon en septembre 2024.

Kriter V est un voilier monocoque destiné à la course au large. Il est connu pour avoir vu à son bord Michel Malinovsky terminer deuxième de la Route du Rhum 1978 derrière Mike Birch sur son trimaran Olympus Photo pour 98 secondes. L'année suivante, aux mains de Malinovsky, associé à Pierre Lenormand, le monocoque participe à la Transat en double 1979 où il se classe quatrième.

## Aspects techniques
Le voilier est dessiné par André Mauric. Ses caractéristiques sont :
- Monocoque de 21 m de long, pour une longueur de flottaison de 18 m ;
- Largeur : 4,10 m ;
- Matériau : contreplaqué ;
- Tirant d'eau : 2,73 m ;
- Mât : 23 m ;
- Déplacement : 18 tonnes ;
- Couchages : 9 (2 doubles, 5 individuels) ;
- Navigation : cat. 1re ;
- Voilure : 190 m2 grand voile, genaker, génois, solent, trinquette ; 2 spinakers (1 de 280 m2, 1 de 187 m2) ;
- Moteur : Lombardini 82 ch.

## Historique

### Propriétaires et noms
Kriter V de son premier nom, est construit en 1978 pour Michel Malinovsky dans le but de participer à des courses au large, dont la première Route du Rhum qui créera sa réputation ; il la termine deuxième pour 98 secondes.
Dans les années quatre-vingt, il court la Twostar 1981 sous le nom de Monsieur Meuble, avec Florence Arthaud et François Boucher, puis la Transat en double 1983 sous le nom de Chamonix Grands Montets. De 1990 à 1993, c'est sous le nom de Pacome II qu'il est proposé à la location.
Il reprend le nom de Kriter V en 1997, avec la permission de la société Kriter, lors de son rachat par Christian François qui poursuit l'activité de location.
À partir de 2020 il devient la propriété de Sylvain Guenard, à nouveau pour de la location de plaisance. Lors de la tempête Gérard, en janvier 2023, le bateau coule à quai sans raison apparente. Après six mois de travaux et d’enquête sur un probable acte de malveillance, il est remis à l'eau le 26 juin 2023.

### Histoire en course
En 1978, lors de la première Route du Rhum, Kriter V, skippé par Michel Malinovsky, est dépassé à quelques milles nautiques de l'arrivée par le petit trimaran Olympus Photo de Mike Birch. Malinovsky termine deuxième à 98 secondes,,,,,.
L'année suivante, toujours aux mains de Malinovsky, cette fois associé à Pierre Lenormand, Kriter V termine quatrième de la Transat en double,.
Le 25 juin 2014, Benjamin Hardouin annonce qu'il participera à la Route du Rhum sur Kriter V, rénové et rebaptisé Krit'R V pour l'occasion, dans la catégorie Rhum,,,. Il rencontre plusieurs voies d'eau à bord, et après cinq jours de course, il abandonne.
En 2018, Kriter V est confié à Bob Escoffier pour participer à sa cinquième Route du Rhum en catégorie Rhum Mono. Il abandonne encore une fois à cause d'une voie d’eau.